# Robert Desbats
Robert Desbats (Eissac, 9 de febrer de 1922 - Sent Aubin dau Medòc, 16 d'abril de 2007) va ser un ciclista francès, que fou professional entre 1948 i 1958. Els seus èxits esportius més destacats foren la victòria al Critèrium Internacional de 1953 i una etapa de la Volta a Catalunya de 1949.

## Palmarès
- 1948
  - Vencedor d'una etapa al Tour de la Manche
- 1949
  - Vencedor de 2 etapes al Tour de l'Oest
  - Vencedor d'una etapa de la Volta a Catalunya
- 1951
  - 1r al Circuit de l'Aulne
  - Vencedor d'una etapa de la Volta a Algèria
  - Vencedor d'una etapa al Tour de l'Oest
  - Vencedor d'una etapa de la Volta a la província de Namur
- 1952
  - 1r al GP Catox
  - 1r a Felletin
- 1953
  - 1r al Critèrium Internacional
- 1954
  - 1r al GP de l'Echo d'Oran
  - Vencedor d'una etapa al Tour de l'Oest
- 1955
  - 1r al Circuit des Deux-Ponts Montceau-les-mines
- 1956
  - 1r al Circuit de la Vienne
  - 1r al Tour de la Dordogne
  - Vencedor d'una etapa al Tour de l'Oest

### Resultats al Tour de França
- 1948. Abandona (9a etapa)
- 1949. Abandona (13a etapa)
- 1950. 46è de la classificació general
- 1951. Abandona (15a etapa)
- 1953. Abandona (6a etapa)
- 1955. Abandona (5a etapa)